# Neocurupira campbelli
Neocurupira campbelli är en tvåvingeart som beskrevs av Lionel Jack Dumbleton 1963. Neocurupira campbelli ingår i släktet Neocurupira och familjen Blephariceridae. Inga underarter finns listade i Catalogue of Life.